# Bordado labirinto

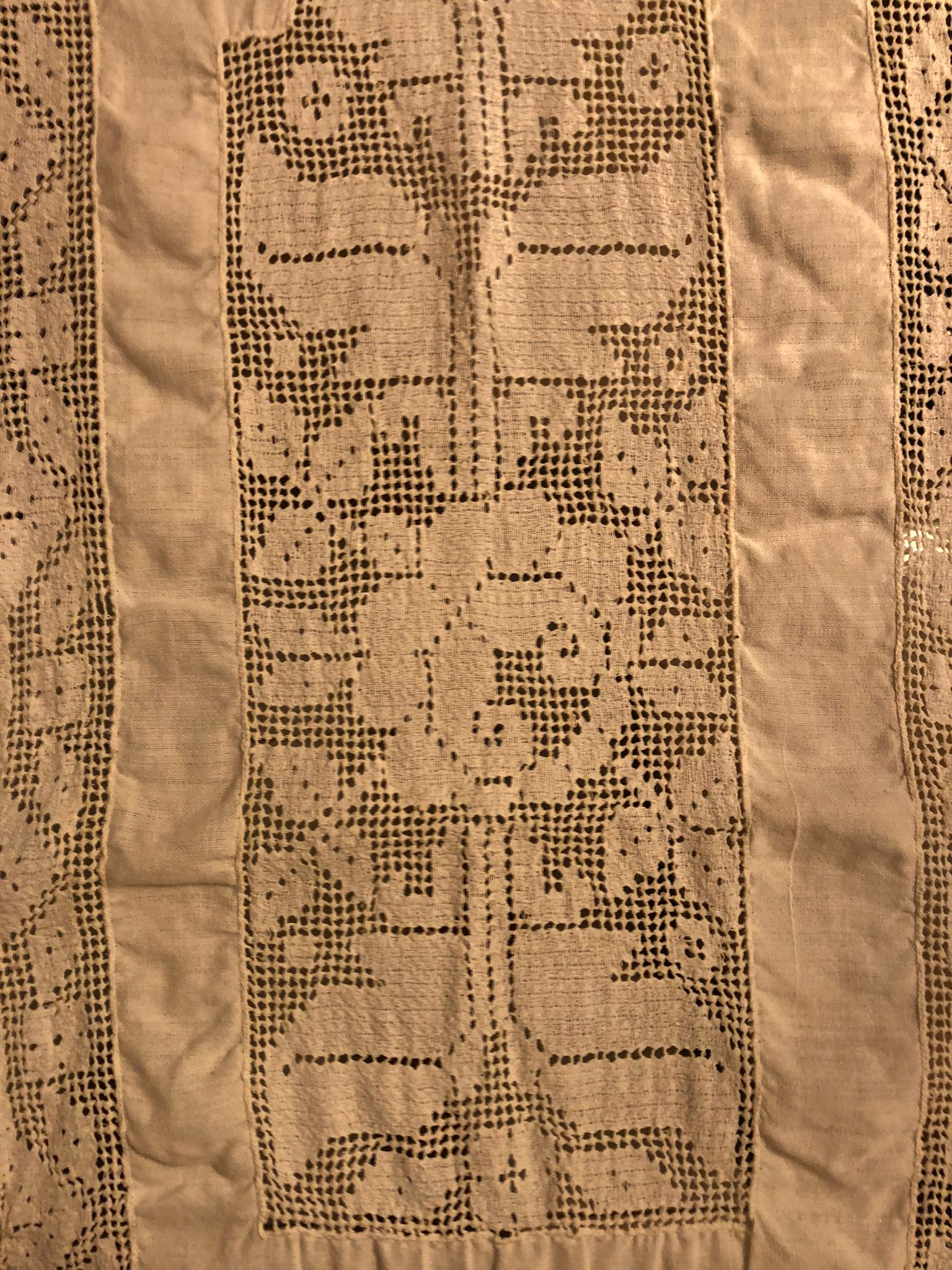
Bordado labirinto confeccionado na cidade de Juarez Távora, Paraíba

Denomina-se labirinto a forma de bordado tradicional praticada em certas áreas do Nordeste brasileiro, bem como, em menor monta, noutras regiões do Brasil. As origens do bordado são incertas, havendo quem o relacione às antigas técnicas rendeiras do norte europeu, trazidas ao Brasil durante a colonização neerlandesa do Nordeste, apontando, como indício, as similitudes entre o labirinto e bordados tradicionais belgas. Outros, no entanto, aduzem que esta renda seria oriunda da ação colonizatória portuguesa, sendo descendente direta do crivo lusitano, bordado outrora comum em várias regiões de Portugal. Seja como for, parece ter havido uma certa influência indígena sobre o modo como técnica foi implantada no Brasil, notadamente pela possibilidade de substituição dos tecidos de linho, indispensáveis nas rendas europeias, pelos de algodão, aos quais se adiciona a goma de mandioca, para dar-lhes a rigidez característica daquele tecido.
O labirinto distingue-se das outras formas de bordado pela complexidade de sua técnica, a qual demanda das artesãs um expressivo tempo para confecção de cada peça. A finalização de cada renda exige de 7 a 10 etapas bem definidas, cada uma das quais requer sua própria técnica e artesãs capacitadas a exercê-la. A primeira etapa consiste em riscar o tecido, definindo as áreas a serem desfiadas e as que serão preservadas, formando intricados padrões geométricos conhecidos por matame. A etapa seguinte consiste em desfiar, isto é, remover fios alternados do tecido a fim de se chegar a uma tela na qual os bordados possam ser desenhados com linha e agulha. A seguir, tem início a etapa de bordar, na qual a artesã, utilizando-se de uma armação circular conhecida como bastidor, linha e agulha, preenche as áreas desfiadas de motivos florais e formas geométricas. Na etapa de torcer, as linhas desfiadas não preenchidas são enroladas à linha, com ajuda da agulha, de modo a dar mais destaque aos bordados confeccionados na etapa anterior. Depois de torcido, o labirinto é perfilado, aplicando-se aos matames um contorno à linha. Por fim, o tecido, imundo após longos meses de trabalho, é lavado e engomado, preso a uma armação de madeira conhecida como grade. Regiões há em que adicionam-se à cadeia produtiva as etapas de paletar, casear e acabar, tornando o bordado mais delicado.
Outrora parte importante da economia de diversas localidades do interior paraibano, bem como instrumento de independência financeira das mulheres dessas regiões, o labirinto tem passado por um longo período de decadência. A complexidade de sua técnica, que demanda uma longa cadeia produtiva com várias rendeiras experientes, bem como o baixo valor relativo pago por cada peça, tem desestimulado a geração mais jovem a aprender esta forma de artesanato. Seja como for, o labirinto é parte da identidade regional de certas cidades da Paraíba, o que lhe rendeu o título de patrimônio cultural imaterial do Estado, concedido pela Assembleia Legislativa em 2021.